# Горбановка (Винницкая область)
Горбановка (укр. Горбанівка) — село в Винницком районе Винницкой области Украины.
Код КОАТУУ — 0520682206. Население по переписи 2001 года составляет 550 человек. Почтовый индекс — 23232. Телефонный код — 432.
Занимает площадь 0,96 км².

## История
В 1946 году указом ПВС УССР село Бискупка переименовано в Горбановку.

## Адрес местного совета
23231, Винницкая область, Винницкий р-н, с. Ильковка, ул. Ленина, тел. +380432569827